# Раневичи (Львовская область)
Раневичи (укр. Раневичі) — село в Дрогобычской городской общине Дрогобычского района Львовской области Украины.
Население по переписи 2001 года составляло 1693 человека. Население в 2020 году 1693 человека. Занимает площадь 9,163 км². Почтовый индекс — 82119. Телефонный код — 3244.